# Mount Shields
Mount Shields ist ein Berg von 1170 m Höhe am Zusammenfluss von Pryor- und Robilliard-Gletscher am nördlichen Ende der Usarp Mountains. 
Das Advisory Committee on Antarctic Names  benannte ihn nach Staff Sergeant James K. Shields vom United States Marine Corps, Mitglied der Flugstaffel VX-6 der United States Navy in Antarktika von 1962 bis 1963 und von 1963 bis 1964 in Diensten des United States Geological Survey.